# Dejan Raičković
Dejan Raičković (in serbo Дејан Раичковић?; Titograd, 21 ottobre 1967) è un allenatore di calcio ed ex calciatore montenegrino, fino al 2003 jugoslavo, dal 2003 al 2006 serbo-montenegrino, di ruolo difensore.

## Carriera

### Club
Dopo aver giocato per quasi un decennio in patria, nel 1992 si trasferisce in Germania, dove gioca tra la seconda e la terza serie del calcio tedesco, ritirandosi nel 2005 e intraprendendo in seguito la carriera di allenatore.
Ha giocato 208 incontri nella Zweite Bundesliga e più di 350 partite tra i professionisti.

## Palmarès

### Club

#### Competizioni nazionali
- Campionato jugoslavo: 1

Sarajevo: 1984-1985
- Fußball-Regionalliga: 1

Carl Zeiss Jena: 1994-1995